# منير رويس
منير رويس (31 أغسطس 1958 -) هو أستاذ جامعي ومؤرخ تونسي.

## حياته ونشأته
منير بن محمد الطاهر رويس ولد في (مساكن، 31 أغسطس 1958). حاصل على الدكتوراه في التاريخ من كلية الآداب والعلوم الإنسانية بتونس. أستاذ التاريخ بجامعة الزيتونة بتونس وعضو اتحاد المؤرخين العرب بالقاهرة وعضو مخبر التاريخ الإسلامي الوسيط بجامعة تونس الأولى.
يكتب في التاريخ الوسيط.

## مؤلفاته
- الحياة الثقافية بإفريقية من كتاب رياض النفوس للمالكي (غير منشور)
- الزواج في العهد الحفصي (موضوع الدكتوراه- غير منشور)
- صفة المؤرخين في أفريقية وتونس (طبعة مصر 2005).
- صفحات من تاريخ مدينة مساكن (في طريق النشر)
- ذكريات طالب زيتوني تأليف الشيخ محمد الطاهر رويس وتقديم وتنسيق د منير رويس.(طبعة مصر 2006)

وله عدة بحوث ودراسات تاريخية أخرى منشورة في:
- الموسوعات كموسوعة أعلام علماء العرب والمسلمين الصادرة عن الأليكسو، وموسوعة القيروان الصادرة عن وزارة الثقافة بتونس سنة 2009.
- المجلات المحكمة كالتنوير والمشكاة وإيبلا وغيرها.

وله مشاركات في الندوات والملتقيات داخل تونس (تونس-القيروان-صفاقس-بنزرت-سوسة...)وخارجها (الجزائر-عُمان-إيطاليا...).
وله أيضا مشاركات في برامج ثقافية في الإذاعة (بتونس والمنستير)والتلفزة (بتونس).